# 강경아
강경아(1969년 3월 26일 ~ )은 대한민국의 성우이다. 1991년 EBS에 입사했으며, 현재는 EBS 12기이다. 교육방송 성우극회 소속.

## 주요 활동작

### 애니메이션
- 그리스 로마 신화 전설의 수호자들 (EBS) - 안드로메다
- 꼬마거북 프랭클린 (EBS) - 엄마
- 네모네모 스펀지 송 (EBS) - 진주
- 말썽꾸러기 띠떼프 (EBS)
- 멋지다 코니 (재능TV)
- 생쥐의 세계여행 (EBS) - 에밀리
- 세계명작동화 (EBS) - '꼬마 토끼 레지의 숲 속 탐험'편 / '노아의 방주'편
- 수퍼우주탐험대 (EBS) - 짱박사
- 스캔2고 (SBS) - 해수
- 신나는 사이버 수학세상 (EBS) - 마더보드
- 안녕! 오스월드 (EBS) - 데이지
- 야! 러그래츠 (EBS) - 루시
- 유령성의 오싹오싹 이야기 (EBS) - 밀드레드
- 코알라 탐정 아치볼드 (EBS) - 아가사

### 내레이션
- 우리 말 우리 글
- 음악천재 (방송대학TV)
- 이것이 인생이다 (KBS1)
- 그곳에 가고 싶다 (KBS2)

### 라디오
- 우리 가락 노래 가락
- 라디오 소설(엄마를 부탁해) - 며느리